# Холокост в России
Холокост на территории России — систематическое преследование и истребление еврейского населения РСФСР немецкими нацистами, их союзниками и коллаборационистами в 1941—1944 годах в рамках политики «окончательного решения еврейского вопроса».
На территории РСФСР было создано по разным данным от 45 до 59 гетто. По разным оценкам, за время оккупации в РСФСР без учёта Крыма погибло от 55 до 140 тысяч евреев.
С 1992 года в России действует Научно-просветительный центр «Холокост». В националистических кругах существует явление отрицания Холокоста.

## Причины
Корни Холокоста находятся в изначальной идеологии нацизма, основанной на расовой теории. Гитлер считал Советскую Россию центром мирового еврейства, утвердившего там свою власть.

## Периодизация Холокоста
Периодизация Холокоста в России совпадает с периодизацией Холокоста на территории СССР с тем уточнением, что Россия была освобождена в июле 1944 года (с освобождением Пскова, Острова и всей территории Ленинградской области).
Илья Альтман выделяет следующие этапы в осуществлении Холокоста на территории СССР:
1. 22 июня 1941 (нападение на СССР) — январь 1942 (Ванзейская конференция)
2. февраль 1942 — осень 1943 (ликвидация гетто и рабочих лагерей в немецких зонах оккупации)
3. зима 1943/1944 — осень 1944 (перевод уцелевших евреев в концлагеря и полное освобождение от евреев оккупированной территории СССР)

Ицхак Арад рассматривает три этапа в следующих интервалах:
1. 22 июня 1941 (нападение на СССР) — февраль 1942. За это время были убиты большинство евреев Литвы, Латвии, Эстонии, Молдавии, почти все евреи восточной Белоруссии, восточной Украины и занятых немцами районов РСФСР.
2. весна 1942 — декабрь 1942. Уничтожено большинство евреев Западной Украины и Западной Белоруссии, а также южных районов РСФСР, оккупированных летом 1942 года.
3. январь 1943 — конец лета 1944. Уничтожение немцами оставшихся евреев на оккупированных территориях перед отступлением.

## Ход событий
В результате нападения Германии на СССР 22 июня 1941 года западная и юго-западная часть территории России попала под оккупацию войсками вермахта. 9 июля немецкие войска заняли Псков, 16 июля — Смоленск, 15 августа — Новгород, 6 октября был захвачен Брянск, 13-го — Калуга, 14-го — Калинин. На юге 17 октября был захвачен Таганрог. Ростов-на-Дону был оккупирован дважды — в ноябре 1941 и летом 1942 года. Также летом 1942 года были оккупированы Ставрополь, Майкоп, Краснодар, Моздок и Новороссийск.
Большую часть оккупированной российской территории контролировала военная администрация. Ортскомендатуры и фельдкомендатуры передвигались вслед за своими военными соединениями, а их места занимали тыловые штабы.
На оккупированных территориях немецкая администрация, вермахт и СС вели массовое уничтожение еврейского населения, оно сопровождалось грабежами и изъятием имущества.

### Эвакуация евреев
Чем дальше на восток находилось еврейское население, тем большая его доля была эвакуирована и спасена от оккупации. Молодые мужчины были призваны в Красную армию.
Население РСФСР было оповещено о Холокосте и евреи имели больше шансов на спасение, чем на Украине, и в Белоруссии.

### Преследование и массовое уничтожение
В основном массовые расстрелы как мера «очистки тылов» наступающей немецкой армии осуществлялись айнзатцгруппами. В каждую из тыловых зон немецких фронтов назначался главный фюрер СС и полиции (нем. Hohere SS-und Polizeifuhrer; HSSPf). Под его общим командованием находились части ваффен-СС, айнзацгруппы, полиция порядка и полицейские части — добровольцы из местного населения. Все они принимали участие в уничтожении евреев.
В оккупированных Псковской, Смоленской и Брянской областях РСФСР во всех местах со сколько-нибудь значительной концентрацией еврейского населения были созданы гетто и лишь затем начались массовые расстрелы.
В Калужской и Калининской областях в результате контрнаступления под Москвой в нескольких населённых пунктах (в частности, в Калуге) оккупанты не успели уничтожить еврейское население. В самом Калинине из 250 оставшихся в оккупации евреев 200 были убиты.
В Ленинградской и Новгородской областях, на Северном Кавказе и в Крыму (за небольшим исключением) уничтожение еврейского населения проводилось сразу же после захвата населённых пунктов и евреи перед расстрелом концентрировались в определённых зданиях лишь на несколько часов или дней. Зимой 1941/42 года в оккупированных городах царил такой же голод, как и в блокадном Ленинграде. В Ленинградской области у немцев была такса: полкотелка каши за выданного еврея, котелок за комиссара. По отчётам айнзатцгруппы А на территории Ленинградской области было убито 3600 евреев. По оценке историков она приблизительно отражает масштаб произошедшего геноцида.
Убийства евреев Юга России и Северного Кавказа начались после оккупации нацистами этих регионов летом 1942 года. В этом регионе, оказавшемся в зоне контроля военной администрации, в непосредственной близости от линии фронта находились тысячи беженцев из ранее оккупированных районов СССР. В больших городах и местах массового проживания евреи уничтожались сразу в первые же недели после оккупации. 23 июля 1942 года произошло массовое убийство евреев Ростова-на Дону в Змиёвской балке.
Всего на территории трёх автономных республик, двух краёв и трёх областей РСФСР, оккупированных летом — осенью 1942 года, погибло около 70 000 евреев. Всего по разным оценкам на территории РСФСР без учёта Крыма погибло от 55-70 до 140 тысяч евреев. Разница связана с тем куда относятся погибшие евреи-военнопленные: считать их жертвами преступлений нацистов против евреев или против советских военнопленных? Часть авторов считают, что они одновременно испытывали преследования и как евреи, и как красноармейцы, часть нет. В Крыму были уничтожены около 40 тысяч евреев, среди них — около 6 тысяч крымчаков.

### Еврейские гетто
По сведениям энциклопедии «Холокост на территории СССР» (2011), на оккупированной территории России было 45 гетто в 12 регионах и 45 населённых пунктах (в Невеле было два). Больше чем 2/3 от всех гетто были на территории трёх областей России. Из них 15 гетто, где оказалось свыше 11 000 узников, находились в Смоленской области, 9 гетто в Псковской области и 7 — в Брянской. Самое крупное гетто — 3000 узников — было в Смоленске. Общее число узников в гетто России (без Крыма) составило свыше 28 000 человек. По данным Encyclopedia of Camps and Ghettos, 1933—1945 Американского Мемориального музея Холокоста, в период с июля 1941 года по декабрь 1942 года немцы создали на оккупированной территории России около 50 гетто с общей численностью узников 22 тысячи человек.
В ряде городов, таких как Орёл, евреев селили в находящиеся в разных районах города дома, но всегда они были под постоянным контролем со стороны нацистов и коллаборационистов.
По данным Энциклопедии «Холокост на территории СССР», Encyclopedia of Camps and Ghettos, 1933—1945 и других источников на территории РСФСР того времени гетто находились в следующих населённых пунктах (по предвоенному административному делению):
| Область                                                     | Список населённых пунктов, где были созданы гетто |
| ----------------------------------------------------------- | --- |
| Крымская АССР                                               | Алушта, Войковштадт , Джанкой, Евпатория, Феодосия, Ялта |
| Калининская область                                         | Великие Луки, Локня, Невель, Опочка, Пустошка, Ржев, Себеж, Торопец |
| Калмыцкая АССР                                              | Элиста |
| Курская область                                             | Дмитриев-Льговский |
| Ленинградская область                                       | Вырица, Псков, Сольцы, Старая Русса |
| Орджоникидзевский край (с 12.01.1943 — Ставропольский край) | Ессентуки, Нальчик |
| Орловская область                                           | Злынка, Карачев, Клетня, Климово, Клинцы, Мглин, Новозыбков, Орёл, Почеп, Святск Стародуб, Сураж, Унеча                                                                                                |
| Ростовская область                                          | Кагальницкая |
| Смоленская область                                          | Бежаницы, Велиж, Гусино, Демидов, Духовщина, Захарино, Ильино, Красный, Любавичи, Микулино, Монастырщина, Петровичи, Починок, Рославль, Рудня, Смоленск, Стодолище, Татарск, Усвяты, Хиславичи, Шумячи |
| Тульская область                                            | Калуга |

Основными особенностями, отличавшими гетто на территории России по сравнению с другими территориями, были:
- короткий срок существования перед уничтожением узников или освобождением, большинство — не более 6 месяцев;
- уничтожение в первую очередь работоспособных мужчин и молодых женщин для предотвращения потенциального сопротивления;
- незначительная роль юденратов, заключавшаяся в контроле рабочей силы для принудительных работ;
- невыносимые условия существования для узников.

### Отношение местного населения
Как показывают результаты опросов населения граничащих с Беларусью российских районов, местное население, разделяя многие антисемитские предрассудки и зачастую обвиняя евреев в «пассивности», в своей массе всё же не одобряло Холокост (хотя и редко выказывало сочувствие евреям, подчёркивая наличие жертв среди собственной этнической группы). Известно немало случаев помощи евреям со стороны славянского населения; многие отказывались помогать еврейскому населению из-за страха перед немецкими репрессиями (за укрывательство евреев предусматривалась смертная казнь). Другие местные жители активно участвовали в уничтожении евреев и разграблении их имущества. Большинство же занимало нейтральную позицию, не предпринимая никаких действий. По мнению историка Даниэля Романовского, чувство вины за неоказание помощи евреям побуждало местное население в послевоенных интервью «объяснять» Холокост отрицательными качествами и «пассивностью» самих евреев.
Некоторые жители РСФСР на неоккупированных территориях декларировали безразличие к страданиям евреев или даже готовность способствовать их истреблению в случае прихода немцев. По мнению историка Олега Будницкого, антисемитские настроения среди населения РСФСР были довольно распространены; именно с ними учёный связывает замалчивание Холокоста и позднесталинский государственный антисемитизм.

### Спасители евреев
Израильский Институт Катастрофы и героизма «Яд ва-Шем» присваивает почётное звание «Праведник мира» тем, кто спасал евреев в период Холокоста. Звания были присвоены 221 россиянам. По состоянию на 10 октября 2022 года из российских праведников мира в живых оставался 1 человек.
Во многих европейских странах, где живут праведники мира, например в Великобритании, Германии, Австрии, Украине, они награждаются национальными наградами. В 2004 году руководители научно-просветительного центра «Холокост» Алла Гербер и Илья Альтман обратились к президенту России Владимиру Путину с просьбой отметить заслуги российских праведников мира, но через год материалы были возвращены. Позже Илья Альтман заявил:

Россия — единственное государство, которое не награждает никак государственными наградами людей, признанных Яд-Вашем «праведниками мира».

Российский еврейский конгресс с 1996 года оказывал каждому российскому праведнику мира ежемесячную материальную помощь. Предпоследний из живших в России праведников украинец Иван Левчук умер 10 октября 2022 года.

## Отрицание Холокоста в России
В начале Великой Отечественной войны в центральной советской печати достаточно систематически отмечались факты уничтожения нацистами еврейского населения. 24 августа 1941 года в Москве состоялся радиомитинг, в котором приняли участие известные еврейские деятели культуры и науки, которые заявляли об уничтожении советских евреев — как о целенаправленной политике нацистов.
В СССР после окончания войны Холокост замалчивался по идеологическим причинам. Согласно советской версии, нацисты и их пособники убивали евреев не за то, что они были евреями, а за то, что они были советскими гражданами. Из общих потерь гражданского населения России в 7,4 млн человек, русские составляли 6,3 млн и не было заметной относительной разницы. Упоминали о многочисленных жертвах среди евреев прежде всего в Германии и других оккупированных нацистами государствах, прежде всего в Польше, но не на территории СССР. Советская историография не выделяла сведения об уничтожении евреев нацистами на территории СССР в самостоятельную исследовательскую проблему. Замалчивание продолжалось и в постсоветской России в 1990-е и 2000-е годы. Данная тема отсутствовала в учебных программах и практически не отражалась в учебниках до 2004 года; ещё и в 2008 году совместная экспертная группа РАН и Российского еврейского конгресса отмечала неудовлетворительное освещение Холокоста в предназначенных для школ учебных материалах (хоть и признала прогресс в этом вопросе по сравнению с советским периодом): в ряде учебников, полагают авторы доклада экспертной группы, Холокост тривиализируется или вообще замалчивается. Однако в целом во второй половине 2000-х и позже ситуация существенно изменилась: тема преследования и геноцида евреев включена почти во все школьные учебники и программу ЕГЭ.
Государственный антисемитизм в СССР после его распада способствовал появлению в России националистических и профашистских движений. В середине 1990-х годов появилась литература, в которой отрицался сам факт Холокоста или ставились под сомнение его существенные аспекты. Учёные отмечают низкий уровень и отсутствие у российских отрицателей каких-либо самостоятельных свежих идей.
26—27 января 2002 года в Москве прошла «Международная конференция по глобальным проблемам всемирной истории», в которой приняли участие известные в мировом ревизионистском движении активисты. Западные отрицатели утверждают, что именно в России им удалось найти понимание и поддержку.
В то же время, начиная с конца 2000-х имеются факты признания судами отдельных высказываний, отрицающих Холокост, нарушающими нормы законодательства о противодействии экстремизму (в том числе ст. 282 УК РФ), запрета к распространению публикаций отрицателей как экстремистских материалов. С мая 2014 года предусмотрена уголовная ответственность за отрицание фактов, установленных приговором Нюрнбергского трибунала, одобрение преступлений, установленных им. По мнению правоведов, данный закон похож на зарубежные аналоги, которые криминализируют различные виды исторического ревизионизма и в первую очередь отрицание Холокоста. Принятие закона было расценено рядом СМИ как запрет отрицания Холокоста. Однако на 2024 год из двух уголовных дел, возбуждённых по факту отрицания Холокоста, по одному дело было прекращено в связи с истечением срока давности, а по второму суд присяжных решил, что инкриминируемое действие совершено подсудимым, но признал его невиновным в нарушении ч. 1 ст. 3541 УК РФ. 23 декабря 2024 года Пермский краевой суд приговорил 65-летнего жителя посёлка Пашия в Пермском крае Андрея Первушина к 3 годам лишения свободы условно (с испытательным сроком 3 года) за публикацию четырёх комментариев, в которых он отрицал массовые убийства евреев в нацистской Германии.
Согласно социологическому исследованию Левада-центра, проведённому в 2020 году, в России с отрицанием Холокоста сталкивается 20-21 % опрошенных, в том числе 2-3 % постоянно, 4 % часто и 14 % иногда. 79 % опрошенных ничего об отрицании Холокоста не слышали, это примерно соответствует доле респондентов, отрицательно ответивших на вопрос: «Когда, в какие эпохи евреи подвергались особым притеснениям?» 12 % опрошенных никогда не слышали о геноциде евреев или узнали о нём из опроса. При этом нежелание считать отрицание Холокоста антисемитизмом или утверждение о преувеличении масштабов уничтожения евреев разделяют 43 % опрошенных.

## Исследования и мемориализация

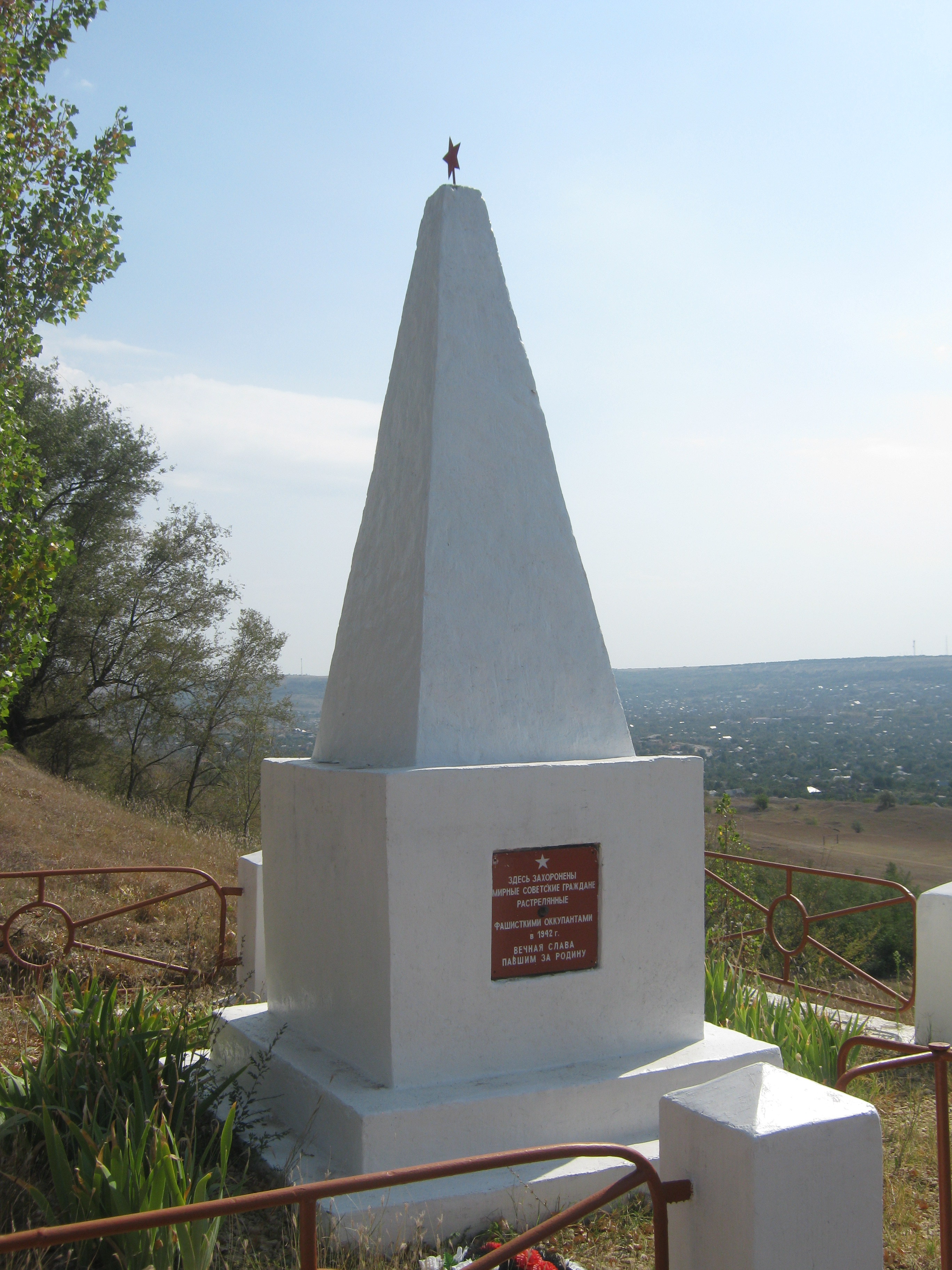
Памятник в Светлограде на месте расстрела евреев с надписью «Здесь захоронены мирные советские граждане, расстрелянные фашистскими оккупантами в 1942 г.»

В связи с отношением властей к теме Холокоста в советские годы мемориализация была затруднена. На памятниках погибшим евреям вместо слова «евреи» писали «мирные жители» или «советские граждане». Замалчивание темы в СССР оказало на российское общество, власти и науку большее влияние, чем где-либо на постсоветском пространстве в Европе: так, согласно проведённому в России в 1996 году социологическому исследованию, 91 % опрошенных россиян не знал значения термина «Холокост», а 49 % ничего не слышали об Освенциме, Дахау и Треблинке.

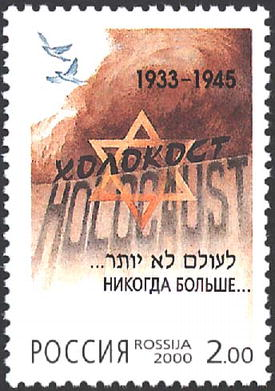
«Никогда больше…» на почтовой марке России 2000 года, посвящённой памяти жертв Холокоста

Тем не менее, в 1992 году Министерством юстиции России была зарегистрирована первая на постсоветском пространстве специализированная общественная организация ― Научно-просветительный центр «Холокост». Он пытается реализовать концепцию сохранения памяти о Холокосте как составной части истории трагедии и героизма советского народа в годы Второй мировой войны. В 1994—2002 годах Центр организовал в Москве четыре международные научные конференции «Уроки Холокоста и современная Россия» и в дальнейшем подготовил ряд публикаций, включая «Энциклопедию Холокоста на территории СССР».
Россия до сих пор не является членом межправительственной организации «Международный альянс в память о Холокосте», проводящей образовательные программы в этой области для преподавателей. Несмотря на неоднократные обращения к властям, на официальном уровне не установлено отмечание Международного дня памяти жертв Холокоста (РФ была среди инициаторов резолюции Генеральной ассамблеи ООН, рекомендовавшей странам-членам отмечать этот день). В частности, в мае 2011 года в ответ на соответствующее обращение в Администрации президента РФ заявили, что в России уже есть день поминовения, посвящённый всем жертвам войны, — День памяти и скорби 22 июня. В отличие от многих государств мира в России до сих пор нет музейно-образовательного центра, посвящённого осмыслению трагедии Холокоста (хотя в 1998 году в Мемориальной синагоге на Поклонной горе в Москве президентом России была открыта первая в СНГ экспозиция по истории Холокоста).
По мнению Ильи Альтмана, Россия явно отстаёт от соседних стран по числу мест, где установлены памятники жертвам Холокоста, они ставятся в основном по инициативе отдельных энтузиастов.
В 1991 году в городе Пушкин был установлен памятник евреям — жертвам нацизма «Формула скорби» скульптора Вадима Сидура.
В 1997 году на территории Поклонной горы Зурабом Церетели был воздвигнут памятник, изначально имевший название «Трагедия еврейского народа», однако позже переименованный в «Трагедию народов». На памятнике на языках всех оккупированных нацистами восточноевропейских стран высечена надпись: «Да будет память о них священна, да сохранится она на века». В выпущенной правительством Москвы в 2001 году брошюре о Поклонной горе Холокост назван «одним из самых драматичных эпизодов Второй мировой и Великой Отечественной войны». По мнению исследователей, память о Холокосте таким образом оказывается подчинена памяти о Великой Отечественной войне, а трагедия еврейского народа уступает место трагедии народов Восточной Европы, особенно русского.
Согласно социологическому опросу 2008 года (где респондентам нужно было выбрать один правильный ответ из четырёх), 52,1 % россиян знают, что такое Холокост; 55,3 % знают, что пострадавшими от Холокоста были евреи (35,6 % выбрали вариант «мирное население»), 68,7 % считают, что причиной преследований была национальная ненависть (21,7 % — что расовая); 93,2 % осведомлены об Освенциме, 72,4 % утверждают, что помогали бы жертвам нацистских преследований, если бы жили во время Холокоста, а 64,4 % считают, что в России логично создать музей Холокоста; 25,9 % знают, что такое Яд-Вашем (30,0 % ответили, что это концентрационный лагерь, 23,6 % — место выдающегося сражения, 20,5 % — место компактного национального проживания); 29,4 % знают, когда отмечается Международный день памяти жертв Холокоста. Также 42,0 % россиян полагают, что палачи и жертвы Холокоста всегда имели разные национальность и вероисповедание (36,8 % считают, что национальность и вероисповедание палачей и жертв могли как совпадать, так и отличаться, ещё 16,5 % считают, что палачи не обращали внимание на национальность и вероисповедание); 36,9 % — что жертвы Холокоста были непричастны к его проведению (24,7 % полагают, что жертвы сами спровоцировали Холокост, 21,2 % — что они активно боролись за власть, 17,2 % — что они были виновны в его начале); 37,5 % — что повторение Холокоста невозможно ни при каких условиях (35,5 % — «возможно при определённых условиях», 20,7 % — «возможно, но не уверен(-а)», 6,3 % — «в обязательном порядке»). При этом только 7,0 % узнали о Холокосте из учебной программы (из художественных произведений — 32,6 %, из прессы — 28,7 %, от родных и друзей — 16,8 %), 91,4 % опрошенных не изучали Холокост ни в одном учебном заведении, 54,8 % не смогли назвать ни одного произведения литературы или искусства о Холокосте.
Исследование российских учебников, проведённое в 2017 году по методике IHRA, показало, что тема Холокоста не замалчивается в российских учебниках, однако упоминания слишком фрагментарны, а раскрытие темы — поверхностно.

## Отношение властей
В 1998 году президент России Борис Ельцин открыл «Музей Холокоста» в Москве на Поклонной Горе.
В 1999 году денежные средства, выплачиваемые гражданам РФ — жертвам Холокоста, были отнесены к материальной помощи и освобождены от подоходного налога.
В 2004 году, в Международный день памяти жертв Холокоста группа депутатов Госдумы предложила почтить погибших евреев минутой молчания. Однако В. В. Жириновский отказался почтить их память, его в этом поддержала Н. А. Нарочницкая. Проведённый в 2007 году опрос среди российских депутатов Государственной думы показал единодушное неприятие введения специальной нормы, предусматривающей уголовную ответственность за отрицание Холокоста. По мнению российских парламентариев, эту проблему не следует выделять в ряду отрицания иных преступлений фашизма. Общая норма, устанавливающая ответственность за отрицание таких преступлений, была включена в УК РФ в 2014 году.
В ноябре 2012 года на церемонии открытия «Еврейского музея и центра толерантности» президент России Владимир Путин сказал:

Мы должны четко понимать, что любые попытки пересмотреть вклад нашей страны в великую победу, отрицать Холокост — позорную страницу мировой истории — это не просто цинично и беспринципная ложь, это забвение уроков истории, которое может привести к повторению трагедии
Отрицание Холокоста неоднократно осуждалось в заявлениях государственных органов РФ, в том числе МИД РФ и Совета Федерации.